# Hotel Ucraina (Kiev)
L'Hotel Ucraina (in ucraino Готель Україна?), chiamato anche Hotel Ukraine o Hotel Ukrayina, è un palazzo adibito ad hotel situato nel centro di Kiev a Majdan Nezaležnosti.
Il palazzo, che venne costruito nel 1961 nel sito originariamente occupato dal primo grattacielo costruito a Kiev chiamato Ginzburg House, fu inizialmente battezzato come "Hotel Mosca" per poi essere rinominato nel 2001 durante i festeggiamenti per il decimo anniversario dell'indipendenza in Hotel Ucraina.
Progettato dall'architetto ucraino Anatoly Volodymyrovych Dobrovolskyj e situato di fronte al Palazzo d'ottobre, viene considerato un importante elemento architettonico nel centro di Kiev. Davanti all'edificio venne eretto nel 2001 il Monumento all'Indipendenza.